# Egelsdorf (Königsee)
Egelsdorf ist ein Stadtteil der Stadt Königsee im Landkreis Saalfeld-Rudolstadt (Thüringen).

## Geografie
Egelsdorf liegt auf der unbewaldeten Hochfläche im Vorland des Thüringer Waldes zwischen Rinnetal im Norden und Schwarzatal im Süden in einer Höhe von etwa 600 Meter über NN etwa einen Kilometer östlich von Dröbischau. Die Kreisstraße 134 verbindet das Dorf mit der Landesstraße 2389.

## Geschichte
Am 23. August 1316 wurde die urkundliche Ersterwähnung von Egelsdorf im Urkundenbuch vom Kloster Paulinzella unter Nummer 171 archiviert.
Sowohl Egelsdorf als auch Dröbischau gehörten zu den Besitzungen der Grafen von Schwarzburg (Schwarzburg-Rudolstädter Oberherrschaft). Fuhrmannsgewerbe, Weberei und Olitäten- und Glaswarenhandel sowie Tourismus waren neben einer begrenzt möglichen landwirtschaftlichen Produktion Erwerbsquellen dieser Bürger. Nach dem Zweiten Weltkrieg wurde im Ort der Weg der ostdeutschen Agrarpolitik eingeführt.
Am 1. Juli 1950 wurde Egelsdorf zu Dröbischau eingemeindet. Seit dem 1. Januar 2019 ist der Ort ein Teil der Stadt Königsee.

## Sehenswürdigkeiten
- Dorfkirche Egelsdorf